# Parapelecopsis mediocris
Parapelecopsis mediocris är en spindelart som först beskrevs av Kulczynski 1899.  Parapelecopsis mediocris ingår i släktet Parapelecopsis och familjen täckvävarspindlar.
Artens utbredningsområde är Madeira. Inga underarter finns listade i Catalogue of Life.